# François-Antoine Devaux
Pour les articles homonymes, voir Devaux.
François-Antoine Devaux, dit « Panpan », né le 16 septembre 1712 à Lunéville, où il est mort le 11 avril 1796 (23 germinal an IV), est un poète lorrain puis, après 1766, français.

## Biographie
François-Antoine Devaux est le fils de Nicolas Devaux, chirurgien major de la Garde suisse, et de Claude Joly. Ses grands-parents maternels sont Jean Joly, receveur de Rambervillers, et Antoinette Bresade.
Celui que Van Bever qualifie ironiquement de « plus modeste et plus discret des poètes lorrains » fut d’abord avocat à la cour souveraine de Nancy.
Ami de Françoise de Graffigny, il parvint, grâce à son entremise et les faveurs dont cette dernière bénéficiait à la cour de Lorraine, à s’y faire recevoir par Léopold Ier puis par Stanislas Leszczynski.
Devaux, poète galant, esprit léger et improvisateur brillant, unanimement surnommé Panpan, fut un personnage de cour fort prisé des grandes familles lorraines ; il était « la coqueluche des dames de Lunéville », en particulier de Françoise de Graffigny et de Marie-Françoise-Catherine de Beauvau-Craon, marquise de Boufflers.
Mort dans l’oubli en avril 1796, Panpan a laissé une comédie, Les Engagements indiscrets, représentée à Paris le 26 décembre 1752 au Théâtre-Français, ainsi qu’un Discours sur l’esprit philosophique, lu à l’Académie de Nancy le 20 octobre 1752, et nombre de poèmes galants, dont une partie sont aujourd’hui perdus.